# کاپرون
کاپرون (به آلمانی: Kaprun) یک منطقهٔ مسکونی در اتریش است که در ناحیه تسل آم زه واقع شده‌است. کاپرون ۱۰۰٫۴۱ کیلومتر مربع مساحت دارد ۷۸۶ متر بالاتر از سطح دریا واقع شده‌است.